# Organització dels nacionalistes ucraïnesos
L'Organització dels nacionalistes ucraïnesos o OUN (ucraïnès: Організація українських націоналістів transliterat Orhanizatsiya ukrayins'kykh nationalistiv o ОУН) és un partit polític ucraïnès d'extrema dreta creat en 1929 a Viena per Ievhèn Konovàlets. En certa manera, aquesta organització és successora de l'Organització militar ucraïnesa (UVO).
El 1940, l'Organització dels nacionalistes ucraïnesos s'escindeix en dos, la de Stepan Bandera (OUN-B o Oun-R per la paraula revolució), que arribà a col·laborar amb els nazis abans i durant l'ocupació d'Ucraïna, fins que aquests decidiren suprimir-la, i la d'Andrí Mèlnik (OUN-M), més moderada.
L'octubre de 1942, es crea la branca armada de l'exèrcit de l'OUN, l'UPA (l'Exèrcit Insurgent Ucraïnès d'Andrí Mèlnik com a tal és creat a la primavera del 1943). De les dues, l'OUN-B i l'UPA de Stepan Bandera va ser de lluny la més important i acabà absorbint la segona en juliol-agost del 1943.
En el transcurs de la seva existència, l'OUN adquirí una gran influència a les diferents capes de la societat. El seu principal èxit residia en la seva capacitat per assegurar la persecució de la lluita per la independència ucraïnesa.
Utilitzà la violència i terrorisme contra els que considerava enemics nacionals, en particular Polònia, Txecoslovàquia, la Unió Soviètica i altres estrangers. L'antisemitisme era un atribut que OUN, igual que l'autoritarisme i l'admiració pels feixismes, tret comú amb altres organitzacions nacionalistes de dretes radicals d'Europa de l'Est. Fou també famosa per la seva col·laboració amb l'ocupació nazi d'Ucraïna.

## Context: naixement del nacionalisme ucraïnès

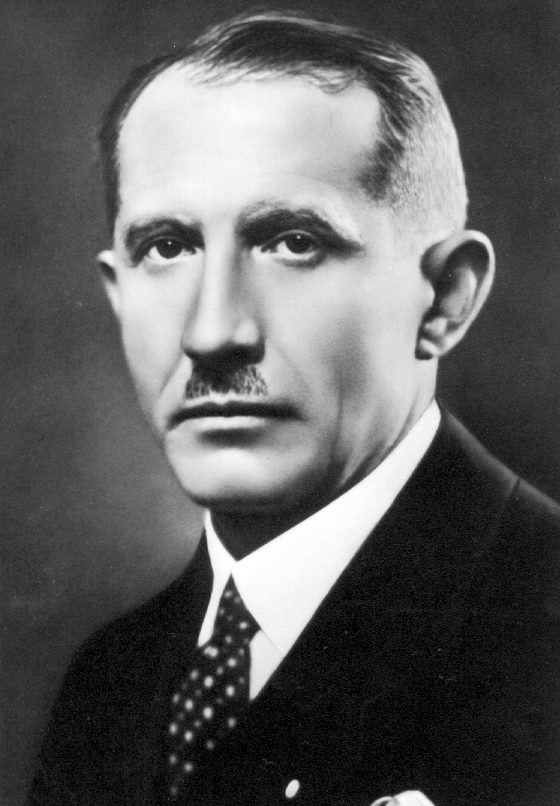
Ievhèn Konovàlets

La causa independentista ucraïnesa va conèixer dues fases en la seva història contemporània. La primera fou encarnada pels moviments socialistes (i, en una menor mesura, liberals) moderats i democràtics que van aparèixer al final del segle xix i van perdurar fins als anys vint. Són aquests moviments que van donar a llum i van dirigir la República Popular d'Ucraïna. La segona fase és encarnada pels moviments nacionalistes que en el transcurs del temps i dels revessos van passar d'una concepció política radical cap a un model més moderat i democràtic.
El nacionalisme, en el sentit ideològic del terme, és a dir el nacionalisme integral, apareix a Ucraïna a partir dels anys vint. Va néixer de la frustració, sobretot entre certs responsables militars ucraïnesos en la imatge de Ievhèn Konovàlets, de la desaparició de la República Popular d'Ucraïna.
Els membres de l'OUN, en la seva recerca de les causes del fracàs de la lluita per la independència ucraïnesa (1917-1920) van ser convençuts que les masses havien buscat un estat independent però que havien estat decebudes i frustrades per la manca de lideratge governamental. La crítica d'aquesta mancança augmentà en un rebuig sistemàtic dels principis democràtics i socialistes que va ser la marca del moviment nacional ucraïnès al final del segle XIX i del començament del segle xx.

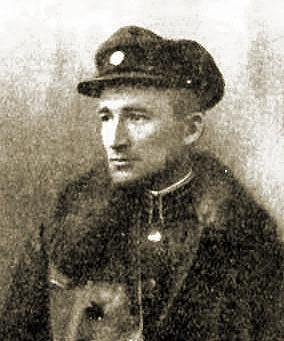
Andrí Mèlnik

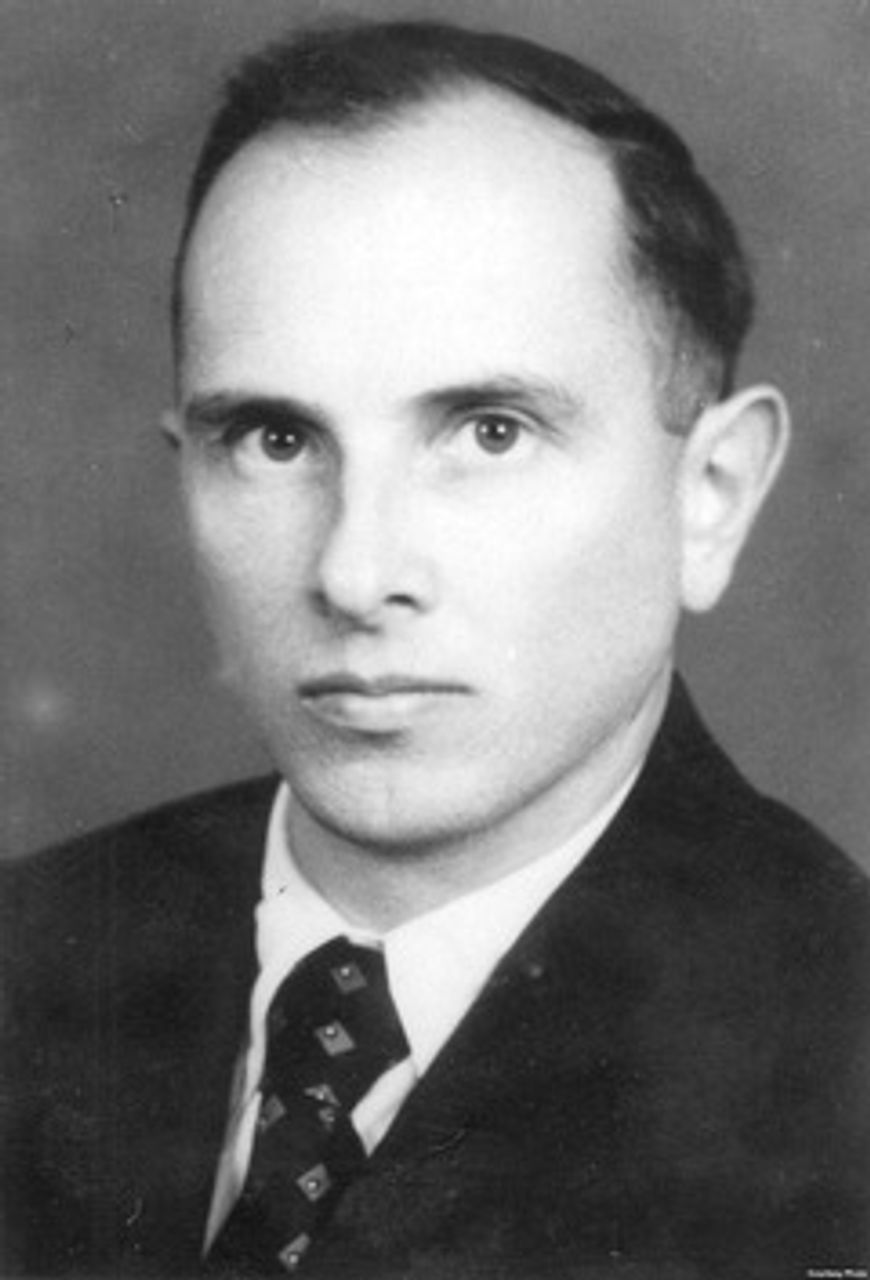
Stepan Bandera

Les tradicions humanistes de la prerevolució de les quals n'estaven amarats els dirigents ucraïnesos, foren qualificades d'ingènues i mancades de convicció nacional. Els membres de l'organització dels nacionalistes ucraïnesos condemnaran i retrauran als partits socialistes de l'època i als seus dirigents la seva moderació i el fet de no haver sabut preservar la independència del país. Van considerar que la seva època exigia noves formes d'acció revolucionària que podrien correspondre a la crueltat i a la determinació manifestada pels enemics d'Ucraïna.
El nacionalisme integral apareix igualment com el ferment espiritual d'una jove generació protestant contra les repressions mortíferes règim soviètic i buscant un sentit de cara a l'esfondrament de la República popular ucraïnesa. Les primeres temptatives per crear organitzacions nacionalistes provenen de Galítsia i dels cercles procedents de l'emigració com el Grup nacional de la joventut ucraïnesa de Praga, la Lliga dels nacionalistes ucraïnesos i la Unió de la joventut nacionalista ucraïnesa de Lviv.
A aquestes organitzacions s'afegeix el Partit ucraïnès del treball nacional dirigit per Dmitro Dontsov, Dmitro Paliïv (Дмитро Паліїв) i Volodímir Kuzmovitx (Володимир Кузьмович). Les seves opinions sobre les inclinacions nacionalistes apareixen a la revista "Заграва" (Zahrava - "Brillantor") de 1923 a 1924. És Dmitro Dontsov, periodista, que va cristal·litzar la ideologia nacionalista ucraïnesa, després haver publicat en particular un treball molt influent titulat Nacionalisme el 1926. Entre els altres grans ideòlegs del moviment es poden citar Dmitró Iúriovitx Andriievski (Дмитро Юрійович Андрієвський), Volodímir Martinets (Володимир Мартинець), Mikola Stsiborski (Микола Сціборський) i Iulian Vassian (Юліян Вассиян). Cal destacar també el diari "Розбудова нації" (Rozbudova natsiï - "La construcció d'una nació"), òrgan ideològic del partit.
L'Organització militar ucraïnesa (UVO), que prefigura el nacionalisme integral ucraïnès, és creada el 1920 per un grup d'antics oficials dels Fusellers de la Sitx, entre els quals Ievhèn Konovàlets i de l'Exèrcit ucraïnès de Galítsia. El 1929, l'UVO uneix les files de la generació ascendent dels joves nacionalistes per crear l'organització dels nacionalistes ucraïnesos (OUN), sota la direcció de Ievhèn Konovàlets. Des de llavors, l'OUN va servir d'avantguarda al moviment nacionalista ucraïnès i rebé nombrosos militants.

## La Segona Guerra Mundial

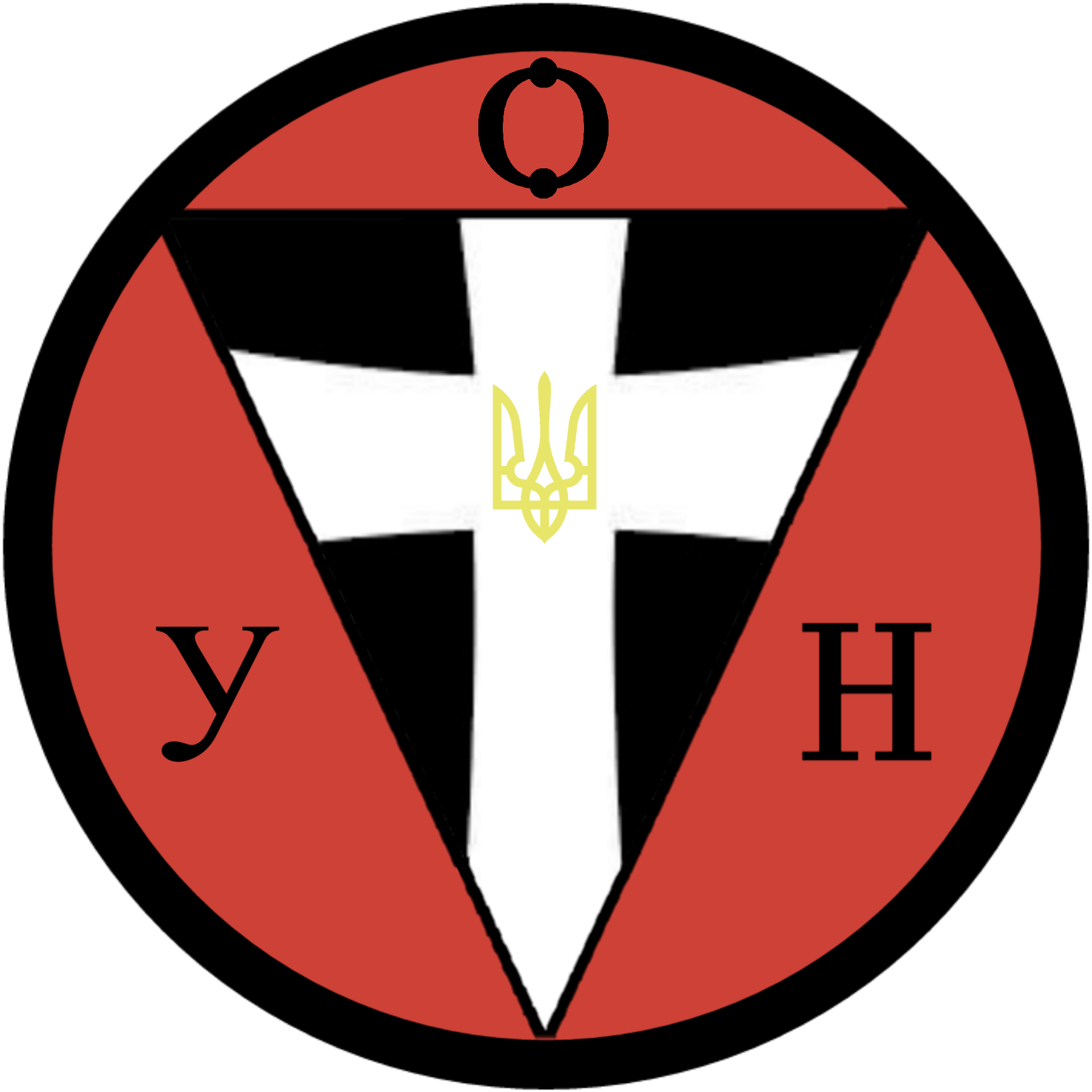
Emblema de l'OUN(B)

El 1939, després de la invasió de Polònia, l'Oun a Polònia comença una col·laboració dirigida contra la Unió Soviètica amb l'Alemanya nazi.
En 1940, l'OUN esclata i es divideix entre OUN-B de Stepan Bandera, més radical i més influent, i l'OUN-M d'Andrí Mèlnik.
Des del juny de 1941, vuit dies després de la invasió alemanya de la Unió Soviètica, l'OUN-B intenta proclamar un estat independent a Ucraïna, el que, malgrat l'aliança en curs, és refusat per Alemanya, la qual comença la repressió contra l'organització, en la qual mata o deté els seus dirigents. Stepan Bandera és enviat a un camp de concentració.
A començaments del 1942, l'OUN-M, que col·laborava sempre amb els nazis, és al seu torn reprimida per aquests, atès que la seva activitat nacionalista és vista com a perjudicial als projectes nazis de transformar els territoris de l'est en simples colònies alemanyes.
El 1943, l'OUN-B comença la lluita armada contra els nazis, contra els partidaris ucraïnesos prosoviètics, i si s'escau contra els seus rivals nacionalistes de l'OUN-M, que són facto obligats a unir-se o a acabar les seves activitats.

### Primers anys de la guerra i de les activitats a l'est i centre d'Ucraïna
Després de la  invasió de Polònia el setembre de 1939, dues faccions de l'OUN van col·laborar amb els alemanys i van aprofitar l'oportunitat de la invasió per enviar els seus activistes a territori controlat pels soviètics. El líder de l'OUN-B Stepan Bandera va mantenir reunions amb els caps d'intel·ligència d'Alemanya quant a la formació de forces amb combatents ucraïnesos. El 25 de febrer de 1941 el cap de l'Abwehr Wilhelm Canaris va sancionar la creació de la "Legió ucraïnesa" sota comandament alemany. S'esperava que la nova unitat estigués formada per 800 persones.
A la primavera, l'OUN va rebre 2,5 milions de marcs per a activitats subversives contra l'URSS. A la primavera de 1941 la legió es va reorganitzar. Una de les unitats que es va conèixer com a Batalló Nachtigall (literalment "rossinyol"), un segon va esdevenir el Batalló Roland. El personal romanent va ser despatxat immediatament a la Unió Soviètica per dur a terme el sabotatge de la rereguarda de l'Exèrcit Roig.
Vuit dies després de la invasió de l'URSS per part d'Alemanya, el 30 de juny de 1941, la OUN-B va proclamar l'establiment de l'Estat Ucraïnès de Lviv, amb Iaroslav Stetskò com a primer ministre.
En resposta a la declaració, els líders OUN-B i associats aviat van ser arrestats i empresonats pels Gestapo (prop de 1.500 persones)). Molts membres de l'OUN-B van morir a l'acte, o van morir a les presons i camps de concentració. Els dos germans de Bandera van ser assassinats a Auschwitz. El 18 setembre 1941 Bandera i Stetskò van ser enviats a una "Zellenbau Bunker" del camp de concentració de Sachsenhausen. Bandera compartia presó amb tots els presos més importants del tercer Reich, com l'exprimer ministre de França Léon Blum i l'excanceller d'Àustria, Kurt Schuschnigg. Els presoners de la Zellenbau rebien ajuda de la Creu Roja a diferència dels presoners de camps de concentració comuna i van ser capaços d'enviar i rebre paquets dels seus familiars. Bandera també va rebre ajuda de l'OUN-B inclosa l'assistència financera. Els alemanys van permetre als nacionalistes ucraïnesos d'abandonar el búnquer per mantenir una important reunió amb representants de l'OUN al Castell Fridental que estava a 200 metres de Sachsenhausen., on es van quedar fins al setembre del 1944.
Com a resultat de l'ofensiva alemanya sobre l'OUN-B, la facció controlada per Mèlnik va gaudir d'un avantatge sobre l'altra facció rival i va ser capaç d'ocupar moltes posicions en l'administració civil de l'ex-República Soviètica d'Ucraïna durant els primers mesos de l'ocupació alemanya. La primera ciutat que es va administrar fou la de Jitòmir, la primera gran ciutat a través de l'antiga frontera poloneso-soviètica. Aquí, l'OUN-M va ajudar a estimular el desenvolupament de societats com Prosvita, l'aparició d'artistes locals en les transmissions en idioma ucraïnès, l'obertura de dues noves escoles secundàries i un institut pedagògic, i l'establiment d'una administració escolar. Molts vilatans van ser reclutats a l'OUN-M. L'OUN-M també va organitzar les forces de policia, reclutades entre els presoners de guerra soviètics. Dos alts funcionaris del seu nucli dirigent o Provid, fins i tot van arribar a Jitòmir. A finals d'agost de 1941, però, tots dos van ser assassinats a trets, presumptament a mans de l'OUN-B que havia justificat l'assassinat en els seus escrits i havia emès una directiva secreta (qualificada per Andrí Mèlnik com una "sentència de mort") per tal de no permetre que els líders de l'OUN-M per arribar a Kíev. En represàlia, les autoritats alemanyes, sovint avisades per membres d l'OUN-M, van començar les detencions massives i execucions de membres de l'OUN-B, i els van eliminar en gran part del centre i est d'Ucraïna.
A mesura que la Wehrmacht es traslladava a l'Orient, l'OUN-M va establir el control de l'administració civil de Kíev; l'alcalde d'aquesta ciutat a partir d'octubre de 1941 fins al gener de 1942, Volodímir Bahazi, pertanyia a l'OUN-M i va utilitzar la seva posició per canalitzar diners en ella i ajudar a l'OUN-M a prendre el control de la policia de Kíev, tot i que com a alcalde de Kíev, Bahazi va trobar l'amarga oposició d'Erich Koch, el brutal administrador nazi del Comissariat del Reich per a Ucraïna, i el gener del 1942 fou detingut, acusat de diversos delictes, i executat, junt amb altres nacionalistes de l'OUN-M, a Babi Iar. L'OUN-M també va iniciar la creació del Consell Nacional Ucraïnès a Kíev, que es convertiria en la base per a un futur govern d'Ucraïna. En aquest moment, la OUN-M també va arribar a controlar el periòdic més gran de Kíev i va ser capaç d'atraure molts seguidors entre la intelligentsia del centre i l'est d'Ucraïna. Alarmades per la creixent força de l'OUN-M al centre i l'est d'Ucraïna, les autoritats nazis alemanyes ràpidament i brutalment el reprimiren, arrestant i executant molts dels seus membres a principis de 1942, incloent-hi Volodímir Bahazí, i l'escriptora Olena Teliha, que havia organitzat i dirigit la Societat d'Escriptors d'Ucraïna a Kíev.Tot i que durant aquesta època diversos elements dins de la Wehrmacht van tractar en va de protegir els membres de lOUN-M, l'organització va ser eliminada en gran manera al territori d'Ucraïna central i oriental.

### La lluita de l'OUN-B pel domini a l'oest d'Ucraïna
A mesura que l'OUN-M era aniquilat a les regions del centre i l'oest d'Ucraïna, que havien estat a l'est de l'antiga frontera polonès-soviètica, a Volínia l'OUN-B, amb fàcil accés des de la seva base a Galítsia, va començar a establir i consolidar el seu control sobre el moviment nacionalista i gran part del camp. Poc disposat i incapaç de resistir obertament als alemanys a principis de 1942, es va dedicar metòdicament a la creació d'una organització clandestina, la participació en el treball de propaganda, la construcció d'arsenals d'armes. Un aspecte important del seu programa va ser la infiltració de la policia local; l'OUN-B va ser capaç d'establir un control sobre l'acadèmia de policia a Rivne. En fer-ho, l'OUN-B esperava aclaparar finalment les autoritats d'ocupació alemanyes ("Si hi hagués cinquanta policies per cada cinc alemanys, qui tindria el poder, llavors?"). En el seu paper dins de la policia, les forces de Bandera van participar en l'extermini de civils jueus i la neteja dels guetos jueus, accions que van contribuir als arsenals d'armes de l'OUN-B. A més, el xantatge a jueus servit com a font afegida de finançament. Durant el temps que l'OUN-B a Volínia evitava conflictes amb les autoritats alemanyes i treballava amb ells, la resistència als alemanys es limitava als partisans soviètics a la vora de l'extrem nord de la regió, a petits grups de combatents de l'OUN-M, i a un grup de guerrilles conegudes com l'UPA o la Sitx de Polèsia, no afiliades amb l'OUN-B i liderades per Taràs Bulba-Borovets de l'exiliada República Popular d'Ucraïna.
A finals de 1942, es feia palès que l'statu quo de l'OUN-B era cada vegada més difícil. Les autoritats alemanyes s'estaven tornant cada vegada més repressives cap a la població d'Ucraïna, i la policia d'Ucraïna es va mostrar reticent a participar en aquest tipus d'accions. D'altra banda, l'activitat partisana soviètica va amenaçar de convertir-se en la principal sortida per a la resistència antialemanya entre els ucraïnesos occidentals. El març de 1943, el lideratge de l'OUN-B va donar instruccions secretes on s'ordenava als seus membres que s'havien unit a la policia alemanya el 1941/42, i que sumaven entre 4.000-5.000 saldats entrenats i armats, que desertessin amb les seves armes i s'unissin a les unitats de l'OUN-B a Volínia. Borovets va intentar unir el seu UPA, la més petita OUN-M i altres grups nacionalistes, i la clandestina OUN-B en un front de tots els partits. L'OUN-M hi estigué d'acord, mentre que l'OUN-B es va negar, en part a causa de la insistència de l'OUN-B que els seus líders estiguessin al control de l'organització. Després que les negociacions fracassessin, el comandant de l'OUN Dmitro Kliatxkivski cooptà el nom de l'organització de Borovets, UPA, i va decidir dur a terme per la força el que no es podria aconseguir a través de la negociació: la unificació de les forces nacionalistes ucraïnesos sota control OUN-B. El 6 de juliol, el gran grup de l'OUN-M gran va ser envoltat i es va rendir, i poc després la majoria dels grups independents van desaparèixer; o bé van ser destruïts pels partisans comunistes o l'OUN-B, o es van unir a aquest últim.El 18 d'agost de 1943, Taràs Bulba-Borovets i el seu quarter general es van veure envoltats en un atac per sorpresa per la força de l'OUN-B que constava de diversos batallons. Algunes de les seves forces, fins i tot la seva dona, van ser capturades, mentre que cinc dels seus oficials van ser assassinats. Borovets va escapar, però es van negar a sotmetre's, en una carta on acusava l'OUN-B, entre altres coses, de bandidatge, de voler establir un Estat de partit únic; i de no lluitar pel poble, sinó només per governar el poble. En represàlia, la seva esposa va ser assassinada després de dues setmanes de tortura a mans de l'OUN-B. L'octubre de 1943 Bulba-Borovets va dissoldre en gran manera la seva esgotada força per tal de posar fi a més vessament de sang. En la seva lluita pel control de Volínia, els banderistes matarien desenes de milers d'ucraïnesos pels seus lligams amb Bulba-Borovets o Melnik.

### La lluita de l'OUN-B contra Alemanya i la Unió Soviètica
A la tardor de 1943 les forces OUN-B havien establert el seu control sobre parts substancials de les zones rurals de Volínia i el sud-oest de Polèsia. Mentre els alemanys controlaven les grans ciutats i les carreteres principals, una àmplia zona a l'est de Rivne havia caigut sota el control de l'OUN-B que fou capaç de començar a crear un sistema d'"estat" amb escoles de formació militar, hospitals i un sistema escolar, amb la participació de desenes de milers de persones. El seu exèrcit, l'UPA, que va estar sota el comandament de Roman Xukhèvitx l'agost de 1943, lluitaria ara contra els alemanys i més tard contra els soviètics fins a mitjans de la dècada del 1950. També jugaria un paper important en la neteja ètnica de la població polonesa de l'oest d'Ucraïna.

## La postguerra
Després de la guerra, la OUN a l'est i el sud d'Ucraïna va continuar lluitant contra els soviètics; 1958 marca la fi de la seva activitat, quan un membre de OUN va ser arrestat a Donetsk. Les dues branques de l'OUN van continuar sent molt influents dins de la diàspora ucraïnesa. L'OUN-B va formar, el 1943, una organització anomenada Bloc de Nacions Antibolxevic (encapçalat per Iaroslav Stetskò). El Bloc de Nacions Antibolxevic que va crear i va dirigir inclouria en diversos moments organitzacions d'emigrats de gairebé tots els països d'Europa de l'Est amb l'excepció de Polònia: Croàcia, els països bàltics, cosacs emigrats anticomunistes, Hongria, Geòrgia, República Txeca (és a dir, de Bohèmia i Moràvia, o el que és avui la República Txeca), i Eslovàquia. En la dècada de 1970 al BNAB s'hi van unir organitzacions anticomunistes vietnamites i cubanes.
El 1956 l'OUN de Bandera es va dividir en dues parts, la més moderada OUN(z) liderada per Lev Rebet i Zinovi Matla, i la més conservadora OUN liderada per Stepan Bandera.

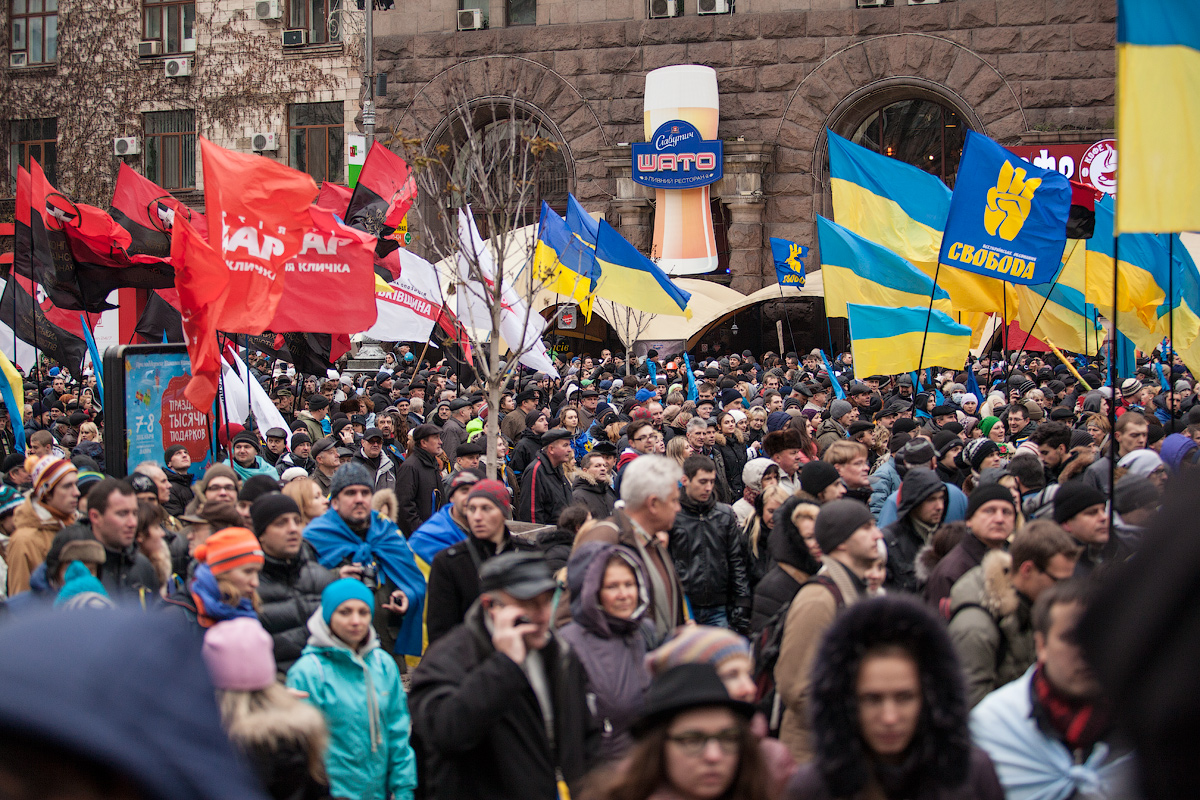
Euromaidan a Kíev, desembre del 2013. Manifestants amb una bandera de l'OUN-B.

Després de la caiguda del comunisme, les dues faccions de l'OUN van reprendre les activitats dins d'Ucraïna. La facció de Mèlnik va donar el seu suport al Partit Republicà Ucraïnès en el moment en què aquest estava encapçalat per Levkò Lukiànenko. L'OUN-B es va reorganitzar a Ucraïna com a Congrés dels Nacionalistes Ucraïnesos (KUN) (registrat com a partit polític el gener de 1993). Els seus líders de conspiració dins de la diàspora no volien entrar obertament a la política ucraïnesa, i tractaren d'imbuir aquest partit amb una façana democràtica moderada. No obstant això, a Ucraïna, el projecte va atreure nacionalistes més primitius que van prendre el partit a la dreta. Fins a la seva mort el 2003, el KUN va estar encapçalat per Slava Stetskò, vídua de Iaroslav Stetskò, que també es va dirigir al mateix temps l'OUN i el Bloc de Nacions Antibolxevic Bloc de Nacions.
El 9 de març de 2010, l'OUN va rebutjar les crides de Iúlia Timoixenko per unir "totes les forces patriòtiques nacionals", liderades pel Bloc Iúlia Timoixenko contra el president Víktor Ianukóvitx. L'OUN proposava que Ianukóvitx havia de rebutjar la idea de la cancel·lació del títol d'Heroi d'Ucraïna atorgat a Stepan Bandera i Roman Xukhèvitx. Ianukóvitx va continuar la pràctica de reconèixer els lluitadors per la independència d'Ucraïna, endegada pel seu predecessor, Víktor Iúsxenko, i pòstumament adjudicaria els títols d'Heroi d'Ucraïna a Simon Petliura i Ievhèn Konovàlets.

## Ideologia i programa polític
L'objectiu principal de la OUN era l'establiment d'un estat nacional independent unificat en tot el territori ètnicament ucraïnès. Aquest objectiu s'aconseguiria a través d'una revolució nacional i l'establiment d'una dictadura. Es basava en una ideologia nacionalista autoritària i xenòfoba, incloent-hi l'antisemitisme.
L'economia de l'estat hauria de ser una mescla de planificació i iniciativa privada, nacionalitzada i amb propietaris cooperativistes. L'OUN rebutjava qualsevol partit o divisió de classes i es presentava a si mateix com a força dominant en la vida pública ucraïnesa, tant a dins com a fora del país.
Donaven la culpa als liberals i socialistes de la derrota de la República Popular d'Ucraïna el 1920, i posaven l'accent en la importància d'establir una elit política forta, la solidaritat nacional i el suport a les "forces".
Com la resta de moviments nacionalistes del món, l'OUN va adoptar una forma d'idealisme moral i va celebrar l'heroisme, les virtuts del valor, fidelitat i de l'autosacrifici. Va intentar desenvolupar un nou tipus d'home, un home fort, inflexible, fanàticament destinat als ideals del seu moviment, que respecta la seva disciplina, disposat a sacrificar i sacrificar-se per la causa.
Els nacionalistes consideraven la nació com un ideal i rebutjaven els valors polítics que no s'hi referien. Contràriament a la majoria d'aquells que es van implicar en la creació del primer estat ucraïnès modern i que consideraven la noció d'independència nacional com a universal, símbol de llibertat i de justícia. Els nacionalistes la consideraran en principi com una lluita per l'existència, basada en les relacions de forces.
L'UVO i després l'OUN estimaven que la successió continua de sabotatges i d'accions terroristes en contra de les potències estrangeres que controlaven les terres ucraïneses permetria de mantenir les masses en un estat constant de fervor revolucionari. Aquests diferents actes havien de portar al renaixement d'un estat ucraïnès. Oposat al nou ordre soviètic a Ucraïna, l'OUN rebutjava igualment tota temptativa de promocionar a Polònia la causa ucraïnesa pel biaix de l'acció política. Aquests esforços eren jutjats com a oportunistes o minimalistes.
El moviment no es limitava als assumptes polítics, sinó que intentava igualment controlar els mitjans culturals, sobretot la literatura que podia actuar com un important mitjà per afaiçonar la societat. L'OUN intentava estendre la seva influència sobre les institucions i les organitzacions ucraïneses situades fora de l'URSS. La cooperació amb altres partits polítics era ocasionalment i generalment per motius tàctics.
L'OUN, en la seva doctrina, dedicava poca atenció als problemes socioeconòmics. La seva hostilitat cap al socialisme era sense equívoc. A més a més, els nacionalistes no feien diferència entre els comunistes i els partits socialistes moderats i democràtics (presents a Galítsia). Presentaven els socialistes ucraïnesos com mig-comunistes. Rebutjaven igualment el liberalisme.
L'OUN concebia el futur polític d'Ucraïna en un sistema de partit únic. Hi hauria hagut una sola organització política estructurada de manera jeràrquica, la qual hauria estat governada per un cap suprem, el vojd, qui hauria estat alhora cap de files de l'organització i cap de l'estat. Hi hauria hagut igualment un marc i un adoctrinament per als joves quadres del partit.
Ideològicament, els més propers a l'organització dels nacionalistes ucraïnesos eren, al principi, la Guàrdia de Ferro romanesa, el partit del poble eslovac o fins i tot els membres del Camp radical nacional polonès. Però el nacionalisme integral ucraïnès era abans de tot un fenomen únic. L'organització va ser només parcialment influenciada pels models polítics estrangers. Les teories racistes i l'antisemitisme no eren una part intrínseca de l'organització.
La seva ideologia era autoritària i en molts aspectes a prop de la ideologia feixista. Els líders més moderats que vivien a l'exili admiraven el feixisme de Benito Mussolini, però van condemnar el nazisme mentre que els membres més radicals més joves amb seu a Ucraïna admiraven les idees i mètodes feixistes practicats pels nazis.
L'antisemitisme era un atribut que OUN, comú amb altres organitzacions nacionalistes de dretes radicals d'Europa de l'Est.
Després de la Segona Guerra Mundial intentà amagar el seu antisemitisme i col·laboracionisme amb els nazis i allunyar-se de les posicions feixistes.